# فرناندو سیوان
فرناندو سیوان (انگلیسی: Fernando Seoane؛ زادهٔ ۲۵ مارس ۱۹۸۳) بازیکن فوتبال اهل اسپانیا است.
از باشگاه‌هایی که در آن بازی کرده‌است می‌توان به باشگاه خیمناستیک تاراگونا، باشگاه فوتبال لوگو، و باشگاه فوتبال کامپوستلا اشاره کرد.